# رابرت کورل
رابرت کورل (انگلیسی: Robert Kurrle؛ ۲ فوریهٔ ۱۸۹۰ – ۲۷ اکتبر ۱۹۳۲) یک فیلم‌بردار بود. وی بین سال‌های ۱۹۱۶ تا ۱۹۳۲ میلادی فعالیت می‌کرد.

## فیلم‌شناسی
- عادت (۱۹۲۱)
- آبراهام لینکلن (۱۹۲۴)
- جوانا (۱۹۲۵)
- رستاخیز (۱۹۲۷)
- سیدی تامسون (۱۹۲۸)
- الهه‌های انتقام (۱۹۳۰)
- موبی‌دیک (۱۹۳۰)